# テロン・アームステッド
テロン・アームステッド（Terron Armstead, 1991年7月23日 - ）は、アメリカ合衆国イリノイ州カホキア出身の元プロアメリカンフットボール選手。ポジションはオフェンシブタックル。

## 経歴

### カレッジ
アーカンソー大学パインブラフ校で4年間プレーした。また、フットボールと並行して砲丸投や円盤投の選手としても活躍していた。

### ニューオーリンズ・セインツ
| 身長                         | 体重            | 腕 の 長 さ   | 手 の 大 き さ   | 40Yrd ダ ッ シ ュ | 10Yrd ス プ リ ッ ト | 20Yrd ス プ リ ッ ト | 20Yrd シ ャ ト ル | 3 コ 丨 ン ド リ ル | 垂 直 跳 び       | 立 ち 幅 跳 び     | ベ ン チ プ レ ス |
| ---------------------------- | --------------- | ------------- | ---------------- | ----------------- | -------------------- | -------------------- | ----------------- | ------------------- | ----------------- | ------------------ | ----------------- |
| 6 ft 4+3⁄4 in (195 cm)       | 306 lb (139 kg) | 34 in (86 cm) | 9+1⁄4 in (23 cm) | 4.71 s            | 1.68 s               | 2.77 s               | 4.72 s            | 7.62 s              | 34+1⁄2 in (88 cm) | 9 ft 4 in (2.84 m) | 31 回             |
| All values from NFL combine. |                 |               |                  |                   |                      |                      |                   |                     |                   |                    |                   |

2013年のNFLドラフトにて、全体75位でニューオーリンズ・セインツから指名され、その後4年総額286万ドルのルーキー契約を結んだ。アーカンソー大学パインブラフ校出身の選手としては史上最高順位での指名となった。
2013年シーズン、2013年12月22日のカロライナ・パンサーズ戦でキャリア初先発を務めた。
2016年5月3日にセインツと5年総額6,500万ドルの契約延長に合意した。
2018年シーズンは自身初となるプロボウル、オールプロセカンドチームに選出された。
2019年シーズン、2020年シーズンもプロボウルに選出された。

### マイアミ・ドルフィンズ
2022年3月22日にマイアミ・ドルフィンズと5年総額7,500万ドルの契約を結んだ。
2022年シーズンは2年ぶり4度目となるプロボウルに選出された。
2025年4月5日、引退を発表した。